# شون بيجيرستاف
شون بيجيرستاف (مواليد 15 مارس 1983) هو ممثل إسكتلندي، عٌرف لدوره شخصية أوليفر وود في أفلام هاري بوتر وحجر الفلاسفة، هاري بوتر وحجرة الأسرار  وهاري بوتر ومقدسات الموت – الجزء 2 .

## وصلات خارجية
- شون بيجيرستاف على موقع IMDb (الإنجليزية)
- شون بيجيرستاف على موقع ألو سيني (الفرنسية)
- شون بيجيرستاف على موقع ميوزك برينز (الإنجليزية)
- شون بيجيرستاف على موقع أول موفي (الإنجليزية)
- شون بيجيرستاف على موقع قاعدة بيانات الأفلام السويدية (السويدية)
- شون بيجيرستاف على موقع إن إن دي بي (الإنجليزية)
- شون بيجيرستاف على موقع قاعدة بيانات الفيلم (الإنجليزية)
- شون بيجيرستاف على موقع كينوبويسك (الروسية)